# Paracles costata
Paracles costata är en fjärilsart som beskrevs av Hermann Burmeister 1878. Paracles costata ingår i släktet Paracles och familjen björnspinnare. Inga underarter finns listade i Catalogue of Life.